# El Albir (Alicante)
El Albir (L' Albir en valenciano) es el núcleo de población más habitado del municipio de Alfaz del Pi, con 18.394 habitantes (2017). Está situado en la provincia de Alicante, Comunidad Valenciana, España. Está colindando con la Sierra Helada y a su vez con Benidorm. Su población vive prácticamente solo por el turismo de la zona. En el Albir se encuentra la Playa del Albir, dotada con bandera azul, una playa exclusivamente compuesta por piedras. en esta zona también predominan los acantilados y alguno de ellos superan los 300 m de desnivel. El Albir está a una media de 76 m de altitud, aunque su zona baja es de 0 m (nivel del mar), y su zona más alta supera los 160 m (Sierra Helada). El Albir está a 2.5 km del centro de Alfaz del Pi y a 2 km de Altea. Ha sufrido una gran subida de población, como prácticamente todos los municipios de esta zona. En el año 2010 tenía una población de 9611 habitantes, de los cuales, 4801 son varones y 4810 son mujeres. También la localidad tiene un alto índice de población extranjera, se estima que el 53 % de la población del Albir no es Española. Por primera vez el Albir supera en el INE de 2013 los 10000 habitantes, siendo 5011 varones y 5014 mujeres, ocurriendo lo contrario en el INE de 2014 que vuelve a bajar de esta cifra, concretamente quedándose con 9505 vecinos.
| Núcleos de población            | Población (2013) |
| ------------------------------- | ---------------- |
| 1º El Albir                     | 10.025 hab.      |
| 2º Casco urbano de Alfaz del Pi | 2651 hab.        |
| 3º Escandinavia                 | 2310 hab.        |
| 4º Barranc Fondo                | 2303 hab.        |
| 5º Captivador                   | 1775 hab.        |
| 6º Devesa                       | 1009 hab.        |

| Gráfica de evolución demográfica de El Albir entre 1900 y 2021                           |
|                                                                                          |

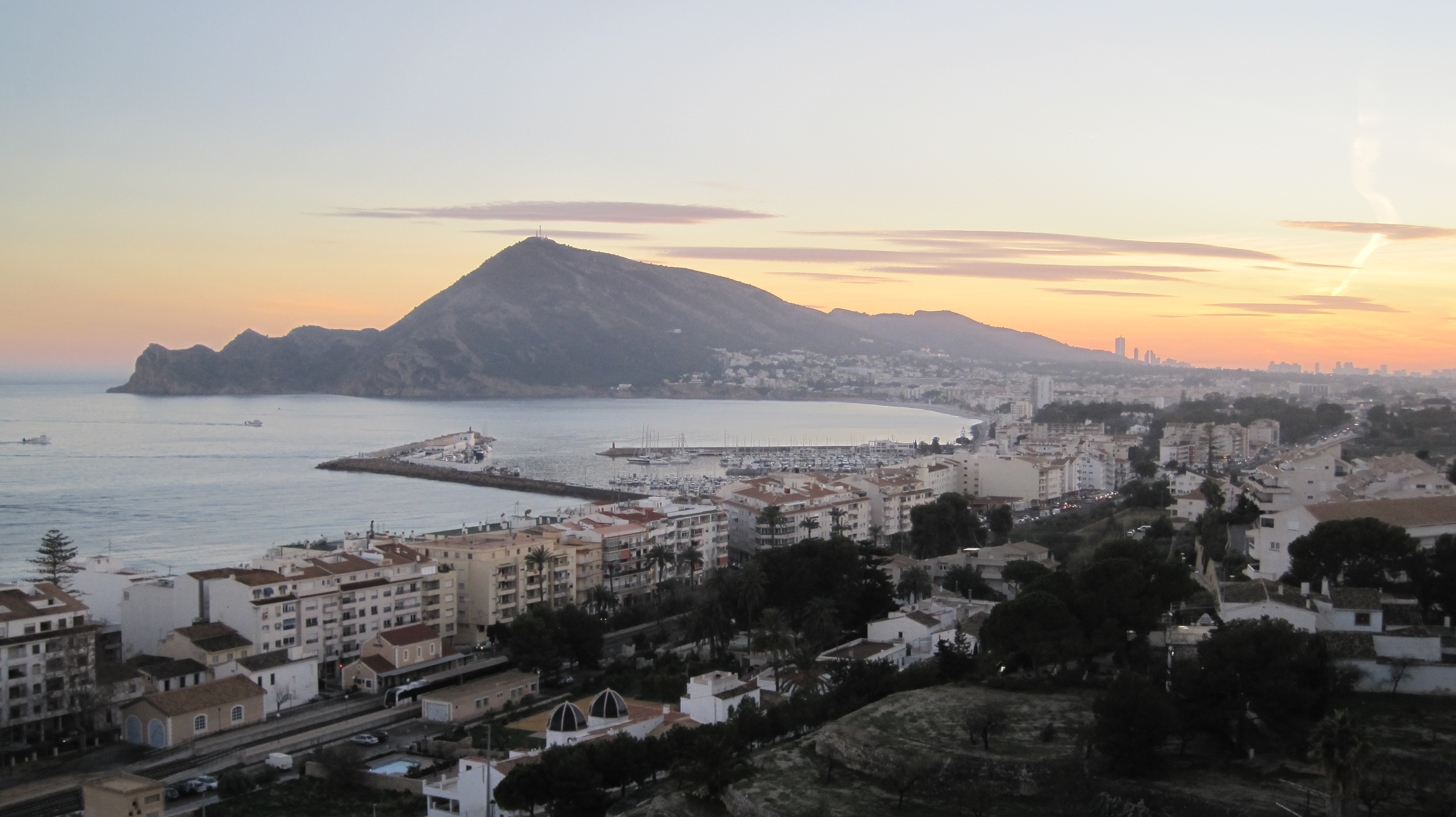
Vista de El Albir desde el casco antiguo de Altea, al fondo los rascacielos de Benidorm

| Fuente: Instituto Nacional de Estadística de España - Elaboración gráfica por Wikipedia. |